# 2016 у коміксах
Нижче представлений огляд подій, що відбудуться у 2016 році у комікс-тематиці.

## Події
- На KCC2016 уперше були представлені офіційно перекладені комікси українською мовою. Зокрема свої перші переклади світових популярних дитячих коміксів українською мовою презентувало видавництво «Ірбіс Комікси».

### Фестивалі
| Дата         | Подія               | Розташування  | Аудиторія | Дж |
| ------------ | ------------------- | ------------- | --------- | -- |
| 14-15 травня | Kyiv Comic Con 2016 | Київ, Україна | Н/Д       |    |

## Комікси

### Поквартальний календар
Нижче наведені таблиці коміксах відсортованих відносно дати випуску у друк в Україні.
Відомості взяті з таких джерел:
- Сайти вітчизняних видавництв: Ірбіс Комікси [Архівовано 16 вересня 2015 у Wayback Machine.].
- Сайти комікс-магазинів: Ideo-Grafika [Архівовано 18 січня 2022 у Wayback Machine.], Cosmic Shop [Архівовано 15 серпня 2019 у Wayback Machine.], Loot [Архівовано 16 грудня 2021 у Wayback Machine.], Comics [Архівовано 10 травня 2020 у Wayback Machine.], Geek-Point [Архівовано 5 вересня 2018 у Wayback Machine.] і т.п.

#### Квітень
| Дата виходу | Назва                                    | Країна  | Творці            | Творці            | Видавництво | Видавництво   | Інформація | Інформація | Інформація |
| Дата виходу | Назва                                    | Країна  | Сценарист(и)      | Художник(и)       | Оригінальне | Українське    | Вид        | Формат     | Стр.       |
| ----------- | ---------------------------------------- | ------- | ----------------- | ----------------- | ----------- | ------------- | ---------- | ---------- | ---------- |
| 17          | Даогопак: Таємниця Карпатського Мольфара | Україна | Максим Прасолов   | Олексій Чебикін   | Nebesky     | Nebesky       | Том        | Твердий    | 64         |
| 19          | Джеронімо Стілтон: Слідами Марко Поло    | США     | Джеронімо Стілтон | Джеронімо Стілтон | Papercutz   | Ірбіс Комікси | ГР         | Твердий    | 48         |

#### Серпень
| Дата виходу | Назва                  | Країна | Творці       | Творці      | Видавництво | Видавництво   | Інформація | Інформація | Інформація |
| Дата виходу | Назва                  | Країна | Сценарист(и) | Художник(и) | Оригінальне | Українське    | Вид        | Формат     | Стр.       |
| ----------- | ---------------------- | ------ | ------------ | ----------- | ----------- | ------------- | ---------- | ---------- | ---------- |
| 30          | Смурфики: Чорні Смурфи | США    | Пейо         | Пейо        | Dupuis      | Ірбіс Комікси | Серія      | Твердий    | 64         |

#### Вересень
| Дата виходу | Назва                                   | Країна | Творці            | Творці            | Видавництво | Видавництво   | Інформація | Інформація | Інформація |
| Дата виходу | Назва                                   | Країна | Сценарист(и)      | Художник(и)       | Оригінальне | Українське    | Вид        | Формат     | Стр.       |
| ----------- | --------------------------------------- | ------ | ----------------- | ----------------- | ----------- | ------------- | ---------- | ---------- | ---------- |
| 6           | Джеронімо Стілтон: Динозаври наступають | США    | Джеронімо Стілтон | Джеронімо Стілтон | Papercutz   | Ірбіс Комікси | ГР         | Твердий    | 48         |